# Régis Manon
Régis Manon est un footballeur gabonais né le 22 octobre 1965 à Libreville et mort le 1er janvier 2018 dans la même ville.

## Carrière
- 1983-1990 : Tours FC  France
- 1993-1996 : FC 105 Libreville  Gabon

## Sélections
- Sélectionné avec l'Équipe du Gabon entre 1986 à 1997.